# Кузнецов, Константин Алексеевич
Константи́н Алексе́евич Кузнецо́в (9 (21) сентября 1883 года, Новочеркасск — 25 мая 1953 года, Москва) — русский музыковед
 и правовед. Профессор Московской консерватории.

## Биография

### Деятельность в области правоведения
В 1902 году поступил в Московский университет на юридический факультет, а через два с половиной года уехал в Германию, где слушал лекции на юридическом факультете Гейдельбергского университета и занимался под руководством Георга Еллинека. В 1906 году в Гейдельберге защитил диссертацию на степень доктора философии. Одновременно изучал историю музыки под руководством Ф. Вольфрума.
В 1907 году вернулся в Россию и окончил юридический факультет Московского университета: поскольку он продолжал числиться студентом этого университета, ему оставалось только сдать выпускные экзамены. В 1909 году был удостоен звания приват-доцента, после чего отправлен в Лондон для продолжения исследований по истории права. Там в 1910 году Кузнецов женился на дочери профессора В. П. Сербского Зинаиде. В 1911 году приступил к чтению лекций по истории политических учений в Московском университете, однако в результате ухода из университета ведущих профессоров либеральных взглядов (см. («дело Кассо») в начале 1912 года был назначен профессором Восточного института во Владивостоке.
В 1913 году на некоторое время уехал в Японию для изучения научных и государственных учреждений этой страны. В том же году на родном факультете защитил диссертацию «Опыты по истории политических идей в Англии (XV—XVII вв.)» на степень магистра права, привлекшую внимание крупнейших российских правоведов того времени.
В конце того же года назначен исполняющим обязанности экстраординарного профессора Новороссийского университета в Одессе. В 1916 году на юридическом факультете Харьковского университета защищает докторскую диссертацию на тему «Английская палата общин при Тюдорах и Стюартах». В 1916—1918 году интересы Кузнецова в области правоведения сдвинулись в сторону истории политико-правовых учений. В 1917 году стал ординарным профессором по кафедре энциклопедии и истории философии права. При этом в конце 1910-х годов постепенно начал отходить от правоведения, всё более увлекаясь совершенно иной областью науки — историей музыки, и с начала 1920-х годов к прежней специальности больше не возвращался. В советское время работы Кузнецова в области правоведения — по оценке историка А. В. Берёзкина, «одного из самых блистательных историков государства и права средневековой Англии» — по большей части оказались невостребованными.

### Деятельность в области музыковедения
Ещё в Одессе Кузнецов начал читать лекции по истории музыки в Одесской консерватории. В этих лекциях, развивая новаторские идеи музыковеда Г. Адлера, одним из первых в Европе представил историю музыки как историю музыкальных стилей. В 1921 году переехал в Москву. В 1923—1949 годах с перерывами был преподавателем Московской консерватории, в 1943 году защитил докторскую диссертацию по искусствоведению. В 1924—1927 годах под его редакцией была выпущена четырёхтомная «История русской музыки в исследованиях и материалах».
Признаётся выдающимся музыковедом, одним из основоположников этой науки в Советском Союзе. По оценке музыковеда И. М. Ямпольского, «выделяются исследования Кузнецова по древней арабской и испанской музыке, очерки „Музыкально-исторические портреты“, в которых раскрываются передовые тенденции западно-европейской музыкальной культуры 17 в.».

## Семья
Жена Зинаида Владимировна Сербская (1883—1919) — дочь российского психиатра и профессора В. П. Сербского, преподавательница истории в женских гимназиях Владивостока и Одессы. Дети Владимир и Наталья.
Похоронен на Введенском кладбище (11 уч.).

## Награды
- орден Трудового Красного Знамени (28.12.1946)